# ورنر کوبیتسکی
ورنر کوبیتسکی (آلمانی: Werner Kubitzki; ۱۰ آوریل ۱۹۱۵ – ۱۲ اکتبر ۱۹۹۴) بازیکن هاکی روی چمن اهل آلمان بود.